# Comarca de Bela Vista
A Comarca de Bela Vista é uma comarca brasileira localizada no estado de Mato Grosso do Sul, a 250 quilômetros da capital.

## Generalidades
Sendo uma comarca de segunda entrância, tem uma superfície total de 7,8 mil km², o que totaliza cerca de 2% da superfície total do estado. A povoação total da comarca é de 28,5 mil habitantes, aproximadamente o 1,5% do total da povoação estadual, e a densidade de povoação é de 3,5 habitantes por km².
A comarca inclui os municípios de Bela Vista e Caracol. Limita-se com as comarcas de Porto Murtinho, Jardim, Ponta Porã.
Economicamente possui PIB de R$ 335 883 000,00 e PIB per capita de R$ 11 754,43